# محمد مسعود
محمد مسعود با نام مستعار «م. دهاتی» (متولد ۱۲۸۰، قم – درگذشته ۲۳ بهمن ۱۳۲۶، تهران) روزنامه‌نگار و رمان‌نویس ایرانی و مدیر روزنامه مرد امروز بود. وی که فارغ‌التحصیل روزنامه‌نگاری از بلژیک بود، کار مطبوعاتی خود را از روزنامه اطلاعات آغاز کرد و با بسیاری از نشریات مانند روزنامه باختر همکاری داشت.

## زندگی
محمد مسعود در سال ۱۲۸۰ ش در شهر قم چشم به جهان گشود. پدرش میرزاعبدالله مردی پیشه‌ور و روشنفکر و هوادار نهضت مشروطه و پدربزرگش آخوند ملا محمد قمی بود.
وی پس از اتمام تحصیلات دبستانی به منظور کسب علوم قدیم و دینی با خواندن جامع المقدمات، تحصیلات خود را در یکی از حوزه‌های علمیه قم ادامه داد پس از آن در سال ۱۳۱۱ ه‍.ش جهت امرارمعاش به تهران رفت و در بازار مشغول به کار شد.

## فعالیتی رسانه ای
پس از شهریور ۱۳۲۰ و برقراری آزادی نسبی، با اخذ امتیاز روزنامه‌ای شروع به روزنامه‌نگاری کرد. وی ابتدا می‌خواست به یاد علی‌اکبر داور که موجبات عزیمتش به فرنگ را فراهم ساخته بود و خود روزنامه‌نگاری قدیمی بود که روزنامه‌ای به نام «مرد آزاد» منتشر می‌ساخت، تقاضای صدور این نام را برای خود کند که طبق قانون مطبوعات امکان نداشت. وی سپس نام «مرد امروز» را برگزید تا سرانجام در اوایل سال ۱۳۲۱ امتیاز آن به نامش صادر شد.
وی زبان تلخی برای انتقاد داشت و همین امر باعث شد که مدت‌ها روزنامهٔ وی توقیف شود و مورد پیگرد قانونی قرار گیرد. وی در روزنامه مرد امروز مورخه ۲۵ مرداد ۱۳۲۶ در مقالهٔ اعتراض‌آمیزی برای اعدام احمد قوام (قوام السلطنه) یک میلیون ریال جایزه تعیین کرده بود.

## ترور
سرانجام در ۲۳ بهمن همان سال در خیابان اکباتان تهران هنگام خروج از چاپخانه به ضرب گلوله کشته شد.
بعد از ترور، نشریات حزب توده قتل وی را به شدت زیر سؤال بردند و روزنامه مردم در شماره ۲۷۵، آن را «ترور فجیع» نامید و نوشت:
«محمد مسعود… به دست تروریست‌های ماهری که وسائل قتل نامبرده را با نقشه منظم و پیش‌بینی شده‌ای تهیه دیده بودند، کشته شد… ترور مدیر یک روزنامه هنگامی که دشمنان آزادی ایران برای ایجاد یک دیکتاتوری راه را هموار می‌کنند نمی‌تواند تنها جنبه فردی داشته باشد بلکه عملی است که دامنه وسیع اجتماعی دارد و هر فرد یا جمعیتی که به اجتماع ایران علاقه دارد باید اهمیت این اقدام زشت را درک کند… کشتن یک مدیر روزنامه (فقط) برای ایجاد وحشت و رعب (است)... ترور برای منظور سیاسی و برای از میان برداشتن آزادی قلم، طلیعه ایجاد حکومت دیکتاتوری و قلدری است…»
مرگ وی به لحاظ وسعت مقالات تند و تیز او دربارهٔ مسائل گوناگون سیاسی و اجتماعی و ضربات شدید قلمی که به گروه‌های مختلف سیاسی و اجتماعی از دولتمردان گرفته تا سیاست بازان و دلالان اقتصادی می‌پرداخت تعابیر مختلفی را در پی داشت و تا مدت‌ها به صورت رازی ناگشودنی باقی ماند و پرونده مسعود به مدت ده سال در دادگستری باقی ماند. به مدت چند دهه بر اساس شایعات همه آن را کار دربار محمدرضا شاه می‌دانستند، تا دکتر فریدون کشاورز سالها بعد نوشت به دستور کیانوری کمیته ای مرکب از هشت نفر تشکیل شده بود در حالی که کمیته مرکزی حزب توده ایران و هیئت اجرائیه از آن بیخبر بودند. قتل محمد مسعود به دست عباسی عضو همین کمیته انجام شد. من و ایرج اسکندری این موضوع را در مسکو در کمیته مرکزی حزب مطرح نمودیم و در پلنیوم چهارم نیز آن را شخصاً دنبال کردم.

## دستگیری اعضای حزب توده به دلیل ترور وی
بعدها با دستگیری خسرو روزبه در ۱۵ تیر ۱۳۳۶، وی در بازجویی‌ها در زندان قزل قلعه به ایجاد یک تیم ترور به همراه سروان ابوالحسن عباسی و به قتل محمد مسعود و پنج تن از اعضای حزب توده اعتراف کرد. یکی از این چهار نفر، حسام لنکرانی (فرزند یک روحانی شناخته‌شده در آذربایجان) بوده است. با اینحال روزبه در این اعترافات، بر انجام ترورها، بدون اطلاع دادن به حزب و هنگامی که سازمان نظامی منحل شده و اعضای آن دیگر عضو حزب نبودند، تأکید دارد که بازجویان نپذیرفته و رد کردند. این اعترافات در کتابی با نام «کمونیسم در ایران» نوشته سرهنگ ستاد علی زیبایی از بازجویان اصلی اعضای حزب توده انعکاس یافته است.
شکل‌گیری تیم ترور از موضوعات جنجالی و مورد مناقشه بوده است که برخی از اعضای بخش میانه‌رو حزب آن را به بخش تندرو نسبت داده‌اند و به نظر می‌رسد که رهبری حزب از برخی با اطلاع و از برخی دیگر بی‌اطلاع بوده است. گزارشهای متفاوتی در این خصوص از اعضای حزب وجود دارد.
سالها بعد حسین فاطمی وزیر دولت ملی مصدق هنگام سالگرد ترور وی و در هنگام سخنرانی در مزار او به دست عبدخدایی از اعضای فدائیان اسلام ترور شد.

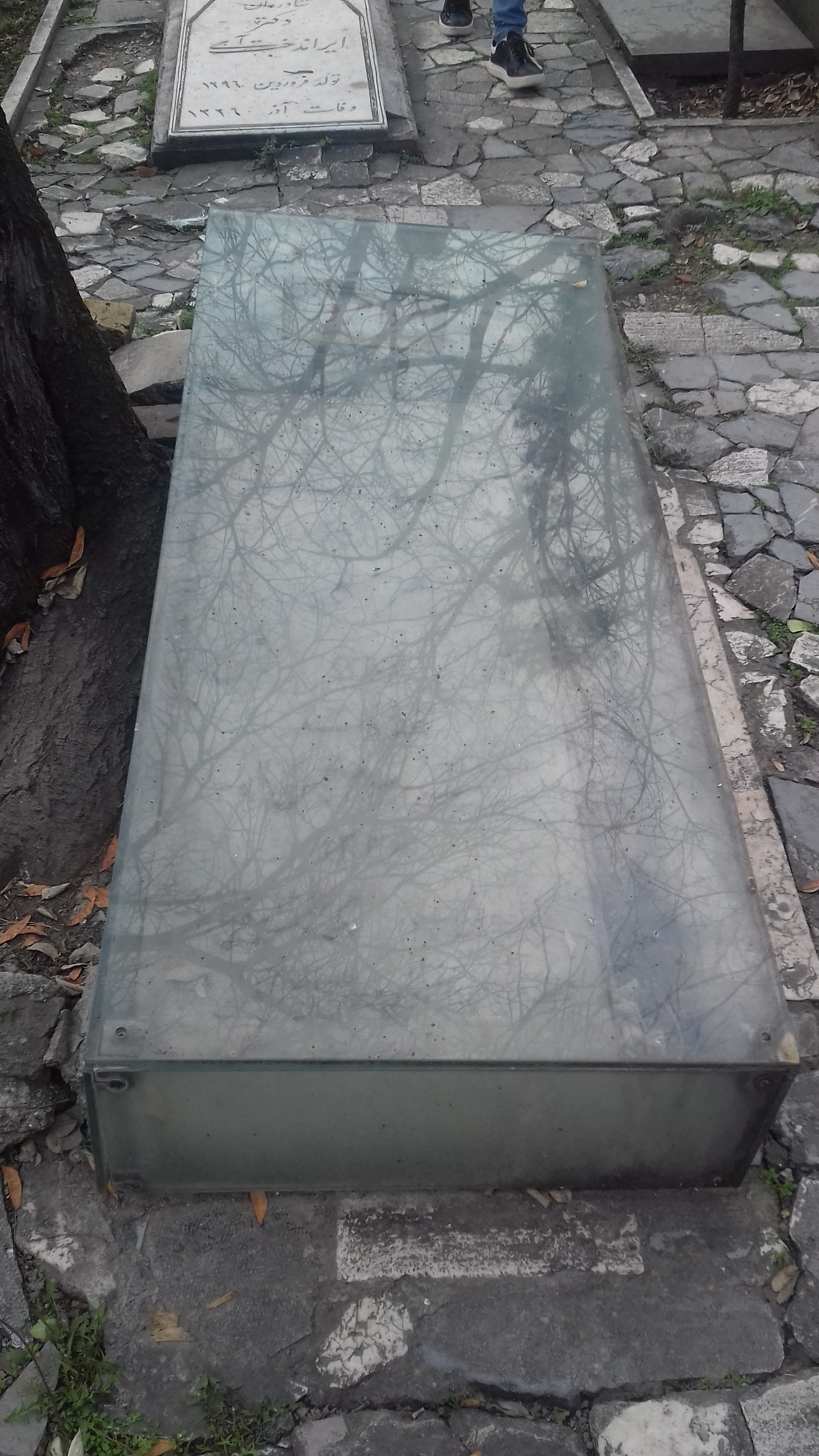
گور محمد مسعود در گورستان ظهیرالدوله

## دیدگاهجمال‌زادهنسبت به مسعود
محمدعلی جمال‌زاده در آخرین سال‌های زندگی خود دربارهٔ محمد مسعود افشاء می‌کند که هدف و نیت اصلی محمد مسعود از نگارش آن مقالات تند و تیز علیه همه چه بود:
«از بی‌شرف‌ترین آدمهای دنیا که می‌توان به زبان آورد، این مرد بود. به من خیانتی نکرد، اما در دروغگویی، در پشت هم اندازی، در خیانت، کم‌نظیر بود. خودش حرفهایی برای من زده که شنیدنی است. وقتی من در ایران بودم، داستانهای او را در روزنامه شفق سرخ می‌خواندم… یک روز جوانی آمد پیش من که قد کوتاهی داشت. گفت: من همان محمد مسعودم پرسیدم که کجا زندگی می‌کند؟ … بعد از زندگانی خودش، از گرسنگی خوردن خودش، حرفهای عجیب و غریبی زد. من دلم برایش سوخت. وقتی که برگشتم به اروپا، کاغذی نوشتم به علی اکبر داور، وزیر مالیه که با من در ژنو درس خوانده بود. داور آن زمان وزیر مالیه بود. کاغذ نوشتم که این جوان دارد از گرسنگی می‌میرد، تو یک کاری برایش بکن. آقا بنا شد، که او را به خرج دولت ایران بفرستند یکی دو سال در اروپا درس بخواند… در بلژیک روزنامه نویسی می‌خواند. همان موقع، روزی آمد سراغ من چون که دختری رفته توی وزارت فرهنگ و هنر تهران، که ما زن و بچه مسعود هستیم و او ما را بدون خرجی ول کرده رفته اروپا. وزارت فرهنگ هم بنا شده که حقوق مرا نصف کنند، که نصفی را او بردارد؛ ولی آقای جمالزاده من اصلاً” زن ندارم، بچه ندارم، من دارم از گرسنگی می‌میرم دوباره کاغذ نوشتم به ایران که این زن ندارد، بچه ندارد، چرا حقوقش را نصف کرده‌اید؟ باز دوباره یک روز خودش آمد پیش من و عکسی از جیبش درآورد که بچه‌ام را، ببین، چقدر شبیه من است. دختر است. گفتم :راست می‌گویی، خیلی به تو شبیه است، اما تو که گفتی بچه ندارم… گفتم: پس زن هم داری؟ گفت: بله زن هم دارم صیغه بود گفتم: چکارش کردی؟ گفت: مجبور شدم خانه‌ای در تهران اجاره کنم، خانه کوچکی بود؛ ولی اول ماه به اول ماه که صاحبخانه می‌آمد و پولش را می‌خواست… من داد و بیداد راه می‌انداختم که مردیکه توی خانه من پیش زن من، چکار داری؟ اما او هم می‌گفت: از خانه بیرون نمی‌روم تا اینکه چند ماه اجاره عقب افتاده را بدهی. دیدم چاره‌ای ندارم. رفتم جلو آینه با چاقو زدم تو سر خودم و فریاد زدم، آی مردم، ای مسلمانان ببینید این مرد مرا به چه روزی انداخته، مرا داشت می‌کشت! و به این شکل اجاره ندادم!»
جمالزاده در مورد مقالات جنجالی محمد مسعود ادامه می‌دهد:
«…بعدها دوباره به ایران رفتم، یک روز باز مرا وعده گرفت. دیدم عمارتی ساخته بیرون دروازه و دو تا نوکر دارد. نوکرهای خوش لباس. یک آوازه خوان زن و یک تارزن زن و یک تمبکی را هم وعده گرفته بود. چندین بار گفتم: من نمی‌توانم وقت ندارم.. اما دو نفر آدم حسابی آمدند و گفتند که آقای جمالزاده مسعود خیلی دلش می‌خواهد که شما به خانه‌اش بروید. رفتم و دیدم که آن کس که از گرسنگی داشت می‌مرد، عمارت ساخته و …، تا اینکه رفتم سر میز شام آن دو نفر آمدند که خدمت کنند، با لباسهای خیلی خوب و شیک … بعد آن دو نفر مرا بردند توی اتاق دیگری و گفتند: جمالزاده تو چرا برای روزنامه مسعود مقاله نمی‌نویسی؟ گفتم: می‌دانید چیست؟ من مقاله ادبی می‌نویسم، اما این روزنامه تمام مقالاتش سیاسی است. من اهل سیاست نیستم.»
بعد یکی از آن‌ها گفت:
«جمالزاده می‌دانی چرا همه‌اش سیاسی می‌نویسد؟ چون این خانه را که می‌بینی ما برایش درست کردیم، و از همین راه»
تعجب کردم و پرسیدم «چطور توانسته‌اند از راه روزنامه برایش خانه درست کنند؟ گفت: ما می‌دانیم در تهران آدمهای پولدار چه کسانی هستند. می‌آییم به مسعود می‌گوییم که مثلاً به رئیس روزنامه اطلاعات بد بگو … به وهاب زاده فحش بده، به فلان تاجر فحش بده. او هم شروع می‌کند؛ ولی آن پایین می‌نویسد: بقیه دارد آن وقت ما می‌رویم آن مرد را که برایش مقاله نوشته می‌بینیم و می‌گوییم اگر می‌خواهی بقیه نداشته باشد باید ده هزار تومان بدهی آن مرد هم می‌گوید: ده هزار تومان نمی‌توانم بدهم پنج هزار تومان می‌گیریم می‌آییم سه نفری تقسیم می‌کنیم»

## آثار
وی اولین رمانش، تفریحات شب را در سال ۱۳۱۱ نوشت. در تلاش معاش (۱۳۱۲) و اشرف مخلوقات (۱۳۱۳) را در پی آن نشر داد. در این رمان‌ها رضا شاه را با خشم مورد حمله قرار داد و جوانان سرگردانی را توصیف کرد که عمرشان با کار بیهودهٔ اداری و گشت و گذار در محلات پست شهر، تباه می‌کنند. محمد مسعود در سال‌های پس از شهریور ۱۳۲۰ گل‌هایی که در جهنم می‌روید (۱۳۲۲) و جلد دوم آن بهار عمر (۱۳۲۴) را منتشر کرد.
- رمان سه‌گانه:

1. تفریحات شب (۱۳۱۱)
2. در تلاش معاش (۱۳۱۲)
3. اشرف مخلوقات (۱۳۱۳)

- گل‌هایی که در جهنم می‌روید (۱۳۲۲)
- بهار عمر (۱۳۲۴) (جلد دوم «گل‌هایی که در جهنم می‌روید»)